# Andreï Faït
Andreï Faït (en russe : Андрей Андреевич Файт), né le 29 août 1903 à Nijni Novgorod (Empire russe) et mort le 17 janvier 1976  à Moscou (Union soviétique), est un poète et acteur soviétique.

## Biographie
Andreï Faït est issu d'une famille de marchands allemands arrivés en Russie en 1812.
Son père, Andreï Youlievitch Faith (initialement orthographié Feith, en russe : Андрей Юльевич Фейт), médecin activement engagé en politique a été plusieurs fois arrêté et maintes fois exilé en Sibérie orientale. Sa mère, Anna Nikolaïevna, également médecin, a activement aidé son mari et fut aussi persécutée par les autorités. La famille passe quelques années à Nijni Novgorod où il naît. Quand il commence à s'intéresser à l'art, il modifie la voyelle de son dernier nom en "a", ce qui correspond à la transcription correcte de la diphtongue allemande "ei".
En 1905, son père réussit à s'échapper et à émigrer en France, bientôt suivi de sa femme et de ses fils. Pendant la Première Guerre mondiale, son père s'engage volontairement dans l'armée française en tant que médecin militaire. Il organise à Verdun la formation des infirmières. Il reçoit la Croix militaire « Pour bravoure et altruisme sous le feu ennemi ». Plus tard, sa mère retourne à Moscou, accompagnée de ses deux fils. Son père les rejoint par après.
En Russie, Andreï Faït suit des cours afin de devenir ingénieur à l'Armée de l'Air. Il est diplômé de l'Institut national de la cinématographie en 1925 et débute comme acteur de théâtre. Il tient son premier rôle à l'écran en 1924 dans le film Le Manoir des Goloubine (ru) de Vladimir Gardine.
Il publie un recueil de poèmes Les Cascades passion. Invité à prendre la parole dans un cercle, il y rencontre les poètes Anatoli Marienhof, Vadim Cherchenevitch, Alexandre Koussikov et Sergueï Essénine.
De 1928 à 1930, il fut marié à l'actrice Galina Kravtchenko (en) (1905-1996).

## Reconnaissance et récompenses
- 1950 : Artiste émérite de la RSFSR

## Filmographie partielle
Andreï Faït est apparu dans 44 films entre 1925 et 1976 dont :
- 1925 : Le Cuirassé Potemkine de Sergueï Eisenstein : une recrue
- 1925 : Le Rayon de la mort de Lev Koulechov : l'espion
- 1933 : Le Grand Consolateur (Великий утешитель) de Lev Koulechov : Ben Price, policier
- 1934 : Boule de Suif (en russe : Pyshka) de Mikhaïl Romm : l'officier prussien
- 1936 : Les Treize de Mikhaïl Romm : le lieutenant-colonel Skouratov
- 1938 : De par la Volonté du Brochet (По щучьему веленью, Po shchuchemu veleniyu) d'Alexandre Rou : Mohammed-Aga
- 1940 : Les Sibériens (Сибиряки) de Lev Koulechov : médecin
- 1961 : Paix à celui qui entre (Мир входящему, Mir vkhodiachtchemou) d'Alexandre Alov et Vladimir Naoumov
- 1963 : Au royaume des miroirs déformants de Alexandre Rou : ministre Nouchrok
- 1968 : Le Bras de diamant de Leonid Gaïdaï : épisode
- 1968 : Par feu et par flammes (Огонь, вода и… медные трубы) de Alexandre Rou : le sage